# Mobula kuhlii
 (avril 2021).
La mise en forme du texte ne suit pas les recommandations de Wikipédia : il faut le « wikifier ».
Les points d'amélioration suivants sont les cas les plus fréquents :
- Les titres sont pré-formatés par le logiciel. Ils ne sont ni en capitales, ni en gras.
- Le texte ne doit pas être écrit en capitales (les noms de famille non plus), ni en gras, ni en italique, ni en « petit »…
- Le gras n'est utilisé que pour surligner le titre de l'article dans l'introduction, une seule fois.
- L'italique est rarement utilisé : mots en langue étrangère, titres d'œuvres, noms de bateaux, etc.
- Les citations ne sont pas en italique mais en corps de texte normal. Elles sont entourées par des guillemets français : « et ».
- Les listes à puces sont à éviter, des paragraphes rédigés étant largement préférés. Les tableaux sont à réserver à la présentation de données structurées (résultats, etc.).
- Les appels de note de bas de page (petits chiffres en exposant, introduits par l'outil «  Source ») sont à placer entre la fin de phrase et le point final[comme ça].
- Les liens internes (vers d'autres articles de Wikipédia) sont à choisir avec parcimonie. Créez des liens vers des articles approfondissant le sujet. Les termes génériques sans rapport avec le sujet sont à éviter, ainsi que les répétitions de liens vers un même terme.
- Les liens externes sont à placer uniquement dans une section « Liens externes », à la fin de l'article. Ces liens sont à choisir avec parcimonie suivant les règles définies. Si un lien sert de source à l'article, son insertion dans le texte est à faire par les notes de bas de page.
- La présentation des références doit suivre les conventions bibliographiques. Il est recommandé d'utiliser les modèles {{Ouvrage}}, {{Chapitre}}, {{Article}}, {{Lien web}} et/ou {{Bibliographie}}. Le mode d'édition visuel peut mettre en forme automatiquement les références.
- Insérer une infobox (cadre d'informations à droite) n'est pas obligatoire pour parachever la mise en page.

Pour une aide détaillée, merci de consulter Aide:Wikification.
Si vous pensez que ces points ont été résolus, vous pouvez retirer ce bandeau et améliorer la mise en forme d'un autre article.
Petit diable
Espèce
Synonymes
- Cephaloptera kuhlii Müller & Henle, 1841[1]
- Dicerobatis draco Günther, 1872[1]

Répartition géographique
Statut de conservation UICN

EN : En danger
Mobula kuhlii, le Petit diable, est une espèce de raies de la famille des Mobulidae. Elle se rencontre dans l'océan Indien et le Centre-Ouest de l'océan Pacifique.

## Systématique
L'espèce Mobula kuhlii a été décrite pour la première fois en 1841 par Johannes Peter Müller (1801-1858) et Friedrich Gustav Jakob Henle (1809-1885) sous le protonyme Cephaloptera kuhlii.

## Répartition et habitat
Cette raie se trouve principalement dans l'océan Indien et Pacifique ouest, allant de l'Afrique du Sud jusqu'à l'Est de l'Australie. C'est une espèce pélagique que l'on retrouve surtout dans les eaux côtières continentale, jusqu'à 50 m de profondeur. Sa répartition n'est pas étendue aux zones épipélagiques.

## Description
La taille maximale de Mobula kuhlii est comprise entre 120 et 135 cm pour la largeur de disque. Sa bouche est large et subterminale avec une bande dentaire supérieure et inférieure, et elle possède des plaques branchiales filtrantes réduites et une petite nageoire dorsale. Sa queue est plus grande que la largeur de disque au stade juvénile, puis à taille adulte, sa queue est plus petite que la largeur de disque. Son dos est noir à gris brun foncé, tandis que sa surface ventrale est blanche. Sa nageoire dorsale est unie ou avec un bout blanc. Une étude taxonomique a suggéré que les Mobula eregoodootenkee et que les Mobula kuhlii sont conspécifique, c'est-à-dire qu'elles appartiendraient en réalité à la même espèce. Mais des études plus récentes réalisées en 2019 et en 2020 ont suggéré qu'il s'agissait d'espèces distinctes.

## Biologie

### Régime alimentaire
Son régime alimentaire est supposément composé d'organismes planctoniques et de petits poissons mais est peu connu.

### Reproduction et espérance de vie
La reproduction des Mobula est vivipare. La durée de gestation est probablement supérieure à 12 mois mais reste inconnue, avec un faible rendement reproductif qui ne produit en général qu'un seul petit de 31 à 34 cm de largeur de disque,. D'autres espèces de Mobula ont des périodes de repos de 1 à 3 ans entre deux reproductions, ce qui implique un faible taux de reproduction. Cela pourrait être le cas pour M. kuhlii. Les mâles sont matures vers 115 cm et les femelles vers 116 cm. 
L'âge de maturité et l'âge maximal sont inconnus, mais peuvent être estimés grâce aux données de Mobula mobular, bien que cette espèce soit plus grande et que ces chiffres sont donc probablement surestimés pour Mobula kuhlii. L'âge de maturité de Mobula mobular est de 5 à 6 ans et son espérance de vie maximale connue est de 20 ans.

## Menaces
Bien que l'espèce soit inscrite dans les annexes I et II de la Convention sur la Conservation des Espèces Migratrices (CMS) en 2014 et de la Convention sur le commerce international des espèces de faune et de flore sauvages menacées d'extinction (CITES), l'espèce est encore sensible à la pêche. L'espèce est vulnérable à la capture mais est également chassée. À cause de leur faible taux de reproduction annuel, le déclin de l'espèce induit par la pêche est difficile à contrer. Leur vitesse de nage, leur grande taille, et leur tendance à se regrouper tend à rendre leur capture plus facile. De plus, étant une espèce côtière, les risques de capture par les pêcheries côtières intensives sont élevés.
L'offre diminue pour les plaques branchiales des raies, qui sont consommées, tandis que les prix augmentent et que la demande reste continue, indiquant un déclin potentiel du genre Mobula. Presque toutes les plaques branchiales des Mobulidés partent vers la Chine, au marché de Guangzhou, avec 60 tonnes reportée en 2011 et 120 tonnes en 2013. Cela représente un passage de 900 tonnes de raies en 2008 à plus de 3300 tonnes de raies en 2014, et les débarquements déclarés ne sont qu'une partie de la mortalité totale liée à la pêche. Au Pakistan, Mobula kuhlii représenterait 27% du nombre de Mobulidés débarqués.Comme il est difficile de différencier les espèces de Mobula entre elles, l'identification des raies pêchées et débarquées ne va souvent pas jusqu'à l'espèce, rendant difficile l'évaluation de l'impact des pêches sur les populations des Mobula sp. Lorsqu'elles sont capturées involontairement, elles sont souvent gardées car leur valeur commerciale est élevée, et même lorsqu'elles sont rejetées vivantes à la mer, elles sont souvent blessées et le taux de mortalité est élevé. Pour permettre aux populations de se rétablir, il est recommandé d'interdire toute pêche de Mobulidés. On retrouve des statuts de protection particuliers pour cette espèce dans des pays comme l’Australie, l’Indonésie et le Pakistan. 
D'autres causes de mortalité peuvent être citées : la destruction et la dégradation des habitats, les changements climatiques, l'acidification des océans, la pollution par le déversement d'hydrocarbures, ou encore la pollution par les plastiques, micro plastiques et leurs contaminants comme les polluants organiques persistants.